# Geoffrey Strickland
Geoffrey Strickland (ur. 17 czerwca 1986 na Wyspach Cooka) – piłkarz z Wysp Cooka grający na pozycji napastnika w tamtejszym Tupapa FC, reprezentant kraju.

## Kariera klubowa
Karierę klubową Strickland rozpoczął w 2004 roku w nowozelandzkim Mount Albert Grammar School. W 2005 roku przeniósł się do klubu grającego w I lidze Wysp Cooka Tupapa FC. Z tym klubem zdobył 1 mistrzostwo kraju (2007).

## Kariera reprezentacyjna
Strickland w reprezentacji Wysp Cooka zadebiutował w 2004 roku. Łącznie w niej rozegrał 3 mecze.